# 形態学

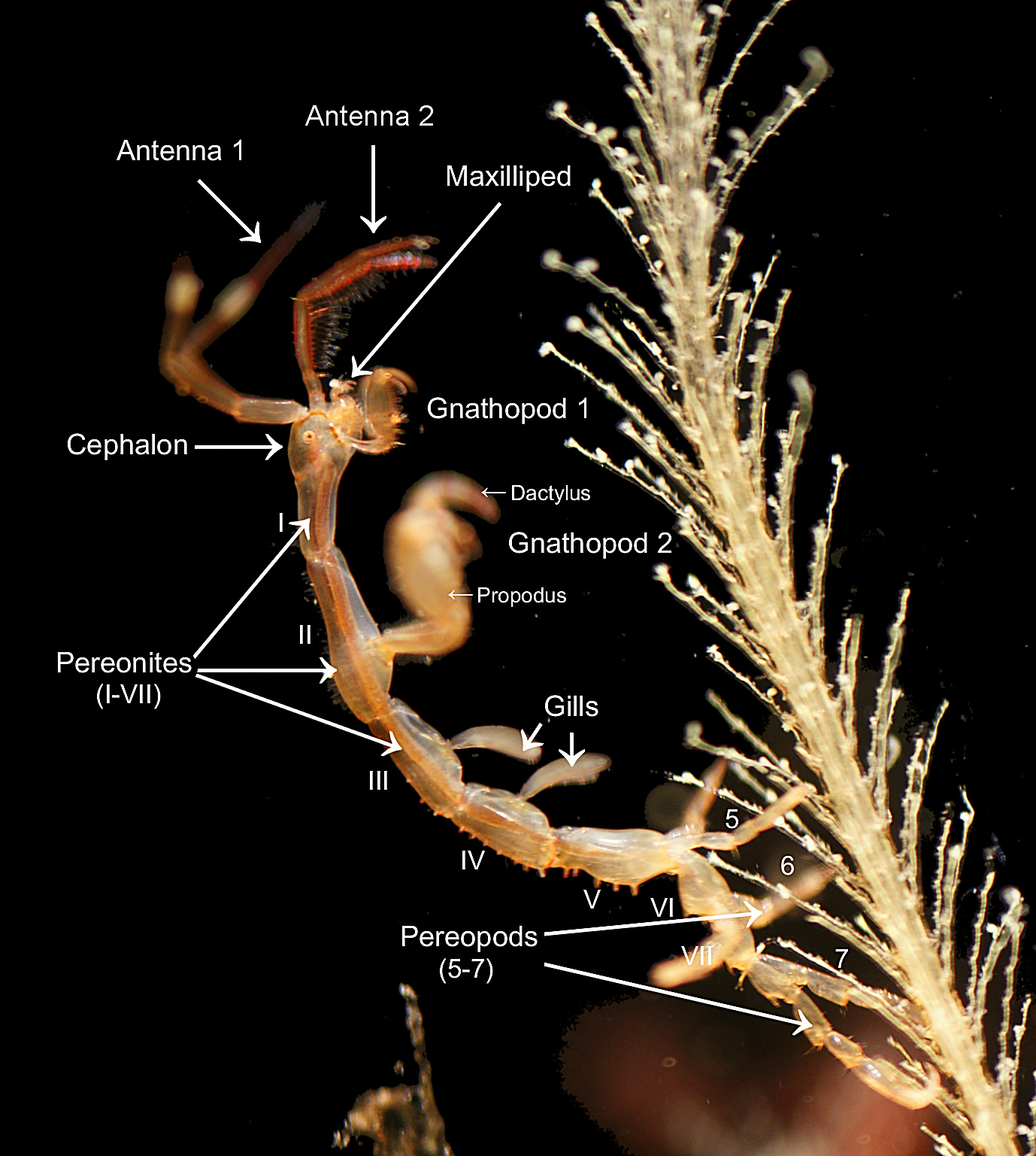
日本のコシトゲワレカラ Caprella mutica の形態学的構造

形態学（けいたいがく、独:Morphologie、英:Morphology）とは、生物学の一分野であり、生物の構造と形態に関する学問。形態学的記述では、主に、生物の器官や組織の肉眼的・可視的な特徴を得る。
光学器械と、染色技法の発達によって、19世紀にはすでに細胞や細胞以下のレベルまで研究されていた。20世紀には、電子顕微鏡のレベルで研究が進んだ（微細構造）。

## 用語
形態学の原語（独:Morphologie、英:Morphology）は、ギリシア語のμορφή, morphé(形態)とλόγος, lógos(言葉、学問、理性)の合成語である。
これは、ゲーテ（1790年）と、それとは独立に1800年ドイツの解剖・生理学者フリードリヒ・ブルダッハによって作られた。
英語圏では、この言葉は、リボゾームRNAのような高分子の形態の記述のときにも「分子形態学」("molecular morphology")のように使われるようになってきている。しかしドイツ語圏では、「形態学」は分子より上の構造にのみ使われるのが普通である。
なお、独:Morphologie、英:Morphology の言葉によって、「形態学」という学問分野と、「形態」を意味する場合があるので注意を要する。生物学における形態とは、生物の形や構造のことである。これには、外形的な現れ（形、構造、色、模様）とともに、骨や器官などの体内の形状や構造も含んでいる。おもに機能に関係する生理と対比される。
また、"gross morphology"（外部形態、全体形態）の語も使用される。これは、生物個体や分類群の、目立っていたり、重要な形態を意味する。生物の外部形態としては、たとえば、全体の形状、色、目立つ模様などの記述が含まれ、細部は含まれない。

## 形態学の諸分野
形態学的な研究は、さまざまな目的で行われる。目的に応じて、形態学の異なる分野が形成されてきた。
たとえば、「比較」「機能」「実験」という分け方が考えられる。
- 比較形態学においては、各個体が持つ形態の多様性の中から基本的な型を、すなわち分類群固有の形質を識別する。また逆に、特徴的な形質に基づき、分類群を導き出すこともある。

- 機能形態学の趣旨は、特定の機能に着目し、それに関する構造を調べることにある。生理学、生化学、薬理学とも密接に関わっているが、この研究で注目するのは、生物個体の、特定の機能に関係している部分である。そのため、構造は、特定の機能(つまりその生物の生態へ適応)に特殊化されたものとして理解される。全体性、あるいは、個別の機能間の相互作用についての記述があるときは、構造形態学（de:Konstruktionsmorphologie）的記述といわれる。

- 実験形態学では通常、器官の発達について研究する。形態の継時的変化における意味での発生規則を究明するために、環境条件などを変更した実験を行う。（通常のものと、障害を与えたものの発生プロセスを比較し、相違の原因を確認する）

このように、形態学の研究は、きわめて多様な分野の基礎になりうる。
形態や、発達中の変化についての客観的な記録は、現代の生物学において生物の分類の基礎になる。
従って形態学は、分類学や進化論の基礎を作る（系統学を参照）。
だが、古い時代の形態学者は、彼らが体系化した生物分類が、共通祖先からの枝分かれの結果であるとは考えなかった。
そのかわり、既知の分類群に対し、「理想像」あるいは「原型」を当てはめることができるかどうかが問題になった。生物の中に、プラトンのイデア論的な理想像をも見ようとしたのである。
このような姿勢の著名な例は、既知のすべての植物形態から、一つの理想的典型「原植物（独:de:Urpflanze）」を推測しようとするゲーテの試みである。
この考え方は今日では、近代の進化生物学への第一歩と評価されており、歴史的には「理想主義の形態学」とまとめられている。
一方、観察する箇所が、生物の内部か外部かによっても、細分することができる。
- 解剖学は、生物の構造や、内部器官についての研究である。

- 生物の外観に対する研究はエイドノミー（英:en:eidonomy）と呼ばれ、生物学の歴史の初期では主流だったが、収斂進化の影響もあり、もはやほとんど研究されていない。外観から得られる情報は、解剖で得られる情報よりも乏しいので、外観の研究は通常、形態の研究の一要素として、系統学の分野などで行われる。

## 形態学による分類の問題
ほとんどの場合、特定の分類群は、形態学的に他の分類群と違っている。通常、関係の近い分類群同士は、関係の遠い分類群よりも違いが少ない。ただし例外はある。隠蔽種というものが存在するが、これは、非常に似ていたり、外見上ほとんど同一であるが、おたがいに生殖的隔離がなされている複数の種である。また、無関係な分類群が収斂進化や擬態などによって、類似した外観になることがしばしばある。形態学的データに依存することのさらなる問題点は、形態的には別々の2種であるとみなされたものが、DNA分析によって実は1つの種であるとわかるというようなことである。